# Taye Taiwo
Taye Ismaila Taïwo (ur. 16 kwietnia 1985 w Lagos) – nigeryjski piłkarz występujący na pozycji obrońcy w fińskim klubie RoPS. Były reprezentant Nigerii.

## Kariera klubowa
Pochodzi z byłej stolicy kraju, Lagos. Będąc w wieku juniora zapisał się do Nigerdock Soccer Academy, akademii piłkarskiej znajdującej się w jego rodzinnym mieście. Tam wypatrzył go belgijski trener Maurice Cooreman i w 2003 ściągnął go do drużyny Gabros International z miasta Nnewi. W barwach tej drużyny zadebiutował w 2003 roku w Premier League. W połowie sezonu został sprzedany do Lobi Stars za rekordową sumę około 3 milionów funtów. W drużynie z Makurdi zagrał na lewej obronie do końca sezonu i zajął z nią 7. miejsce w lidze. Zdobył aż 8 bramek w sezonie stając się najskuteczniejszym obrońcą w lidze, a także piłkarzem swojej drużyny. Szybko zwrócono na niego uwagę w Europie i zimą 2005 roku podpisał 3-letni kontrakt z Olympique Marsylia. Kwoty transferu nie podano. Miał zastąpić na lewej obronie Bixente Lizarazu, który odszedł z marsylskiego klubu po słabej pierwszej połowie sezonu. W Ligue 1 zadebiutował 12 marca w wygranym 2:1 meczu z RC Lens. Do końca sezonu zagrał jeszcze w 3 meczach, a OM zakwalifikowało się do Pucharu Intertoto zajmując 5. lokatę w lidze. W sezonie 2005/2006 był już podstawowym zawodnikiem Olympique. Zagrał w 30 meczach i zdobył 1 gola – swojego pierwszego w Ligue 1, 14 sierpnia 2005 w zremisowanym 1:1 meczu z Olympique Lyon. Drużyna z Marsylii zajęła taką samą lokatę jak przed rokiem i znów awansowała do Pucharu Intertoto. W Pucharze UEFA natomiast doszła do 1/8 finału, a Taiwo zagrał w nim w 9 meczach i zdobył 1 gola – w wygranym 1:0 meczu z SC Heerenveen. Latem 2006 Taiwo interesował się Inter Mediolan, ale sam zawodnik zdecydował się pozostać na kolejny sezon w Marsylii. W 2007 roku został z Marsylią wicemistrzem Francji. Z kolei w 2008 roku zajął z Olympique 3. miejsce w lidze. W 2009 ponownie był wicemistrzem Francji. Wraz z OM zdobył również Puchar Ligi Francuskiej i mistrzostwo Francji w sezonie 2009/2010. Od sezonu 2011/12 jest zawodnikiem włoskiego A.C. Milan, do którego przeszedł na zasadzie wolnego transferu po wygaśnięciu jego kontraktu z Marsylią. W nowym zespole zadebiutował 24 września w wygranym 1-0 meczu ligowym przeciwko Cesenie. Taiwo wyszedł w pierwszym składzie i grał do 52. minuty, kiedy to zmienił go Gianluca Zambrotta. W styczniu 2012 został wypożyczony na pół roku do Queens Park Rangers, które zastrzegło sobie także opcję pierwokupu. 31 lipca 2012 przeszedł do ukraińskiego Dynama Kijów na zasadzie wypożyczenia. Po zakończeniu sezonu 2012/13 powrócił do AC Milan. W lipcu 2013 podpisał 3-letni kontrakt z tureckim Bursasporem. W 2015 roku przeszedł do fińskiego HJK Helsinki. Na początku 2017 podpisał kontrakt z Lausanne Sports, a latem przeniósł się do szwedzkiego AFC Eskilstuna. 7 marca 2018 został piłkarzem RoPS. Następnie był zawodnikiem takich klubów jak: cypryjski Doksa Katokopia, amerykański Palm Beach Stars i fiński Salon Palloilijat. W 2022 zakończył karierę.
| Sezon   | Klub                 | Kraj              | Rozgrywki                 | Mecze | Bramki |
| ------- | -------------------- | ----------------- | ------------------------- | ----- | ------ |
| 2003    | Gabros International | Nigeria           | Nigeria Premier League    | ?     | ?      |
| 2004    | Lobi Stars           | Nigeria           | Nigeria Premier League    | 37    | 8      |
| 2004/05 | Olympique Marsylia   | Francja           | Ligue 1                   | 4     | 0      |
| 2005/06 | Olympique Marsylia   | Francja           | Ligue 1                   | 30    | 1      |
| 2006/07 | Olympique Marsylia   | Francja           | Ligue 1                   | 37    | 3      |
| 2007/08 | Olympique Marsylia   | Francja           | Ligue 1                   | 28    | 3      |
| 2008/09 | Olympique Marsylia   | Francja           | Ligue 1                   | 35    | 3      |
| 2009/10 | Olympique Marsylia   | Francja           | Ligue 1                   | 27    | 3      |
| 2010/11 | Olympique Marsylia   | Francja           | Ligue 1                   | 30    | 4      |
| 2011/12 | AC Milan             | Włochy            | Serie A                   | 4     | 0      |
| 2011/12 | Queens Park Rangers  | Anglia            | Premier League            | 15    | 1      |
| 2012/13 | Dynamo Kijów         | Ukraina           | Premier-liha              | 20    | 0      |
| 2013/14 | Bursaspor            | Turcja            | Süper Lig                 | 27    | 2      |
| 2015    | HJK Helsinki         | Finlandia         | Veikkausliiga             | 11    | 0      |
| 2016    | HJK Helsinki         | Finlandia         | Veikkausliiga             | 21    | 6      |
| 2016/17 | Lausanne-Sport       | Szwajcaria        | Swiss Super League        | 13    | 0      |
| 2017    | AFC Eskilstuna       | Szwecja           | Allsvenskan               | 9     | 0      |
| 2018    | RoPS                 | Finlandia         | Veikkausliiga             | 33    | 1      |
| 2019    | RoPS                 | Finlandia         | Veikkausliiga             | 27    | 1      |
| 2020/21 | Doksa Katokopia      | Cypr              | Protathlima A’ Kategorias | 0     | 0      |
| 2021    | Palm Beach Stars     | Stany Zjednoczone | UPSL                      | ?     | ?      |
| 2022    | Salon Palloilijat    | Finlandia         | Kakkonen                  | 6     | 0      |

## Kariera reprezentacyjna
W reprezentacji Nigerii Taye Taiwo zadebiutował 17 listopada 2004 roku w przegranym 1:2 towarzyskim meczu z RPA, w którym po 65 minutach opuścił boisko z powodu kontuzji. W 2005 został powołany do kadry na Mistrzostwa Świata U-20 w 2005 roku, odbywające się w Holandii. W meczu 1/8 finału zdobył jedynego gola w wygranym 1:0 meczu z Ukrainą, a w półfinałowym meczu z Marokiem otworzył wynik meczu, a Nigeryjczycy ostatecznie wygrali 3:0. Wystąpił także w finałowym meczu z Argentyną przegranym 1:2. W głosowaniu dziennikarzy na najlepszego piłkarza tego turnieju Taiwo zajął trzecią pozycję za Johnem Obi Mikelem oraz Lionelem Messim.
W 2006 był członkiem kadry Nigerii, która wystąpiła w Pucharze Narodów Afryki w Egipcie. Zdobył zwycięską bramkę w pierwszym spotkaniu grupowym z Ghaną (1:0). Zagrał we wszystkich meczach na tym turnieju, a z Nigerią zdobył brązowy medal. Był jednym z najlepszych lewych obrońców tego turnieju. Dwa lata później ponownie zagrał w Pucharze Narodów, jednak jego reprezentacja pożegnała się z imprezą w ćwierćfinale ulegając Ghanie 1:2. W 2010 roku został powołany na Mistrzostwa Świata w RPA, jednak odpadł wraz z reprezentacją już po fazie grupowej.

## Sukcesy
- Mistrzostwo Francji z Olympique Marsylia 2010
- Młodzieżowe wicemistrzostwo świata U-20: 2005
- Brązowy medal Pucharu Narodów Afryki: 2006
- 3. miejsce w plebiscycie na najlepszego piłkarza MŚ U-20: 2005